# Vlag van Laakdal
De vlag van Laakdal werd door de gemeenteraad op 5 oktober 1981 officieel vastgesteld als de gemeentelijke vlag van de Antwerpse gemeente Laakdal. Op 2 februari 1982 werd hij door het koninklijk besluit bevestigd en uiteindelijk gepubliceerd op 21 april 1982 en opnieuw op 4 januari 1995 in het officiële Belgisch Staatsblad.
Officieel wordt de vlag beschreven als:
Geel met een zwarte dwarsbalk en een rode paal over alles heen
De vlag combineert elementen van het wapen van de Berthout ("in goud drie palen van keel.") en Diest ("in goud twee dwarsbalken van sabel.").

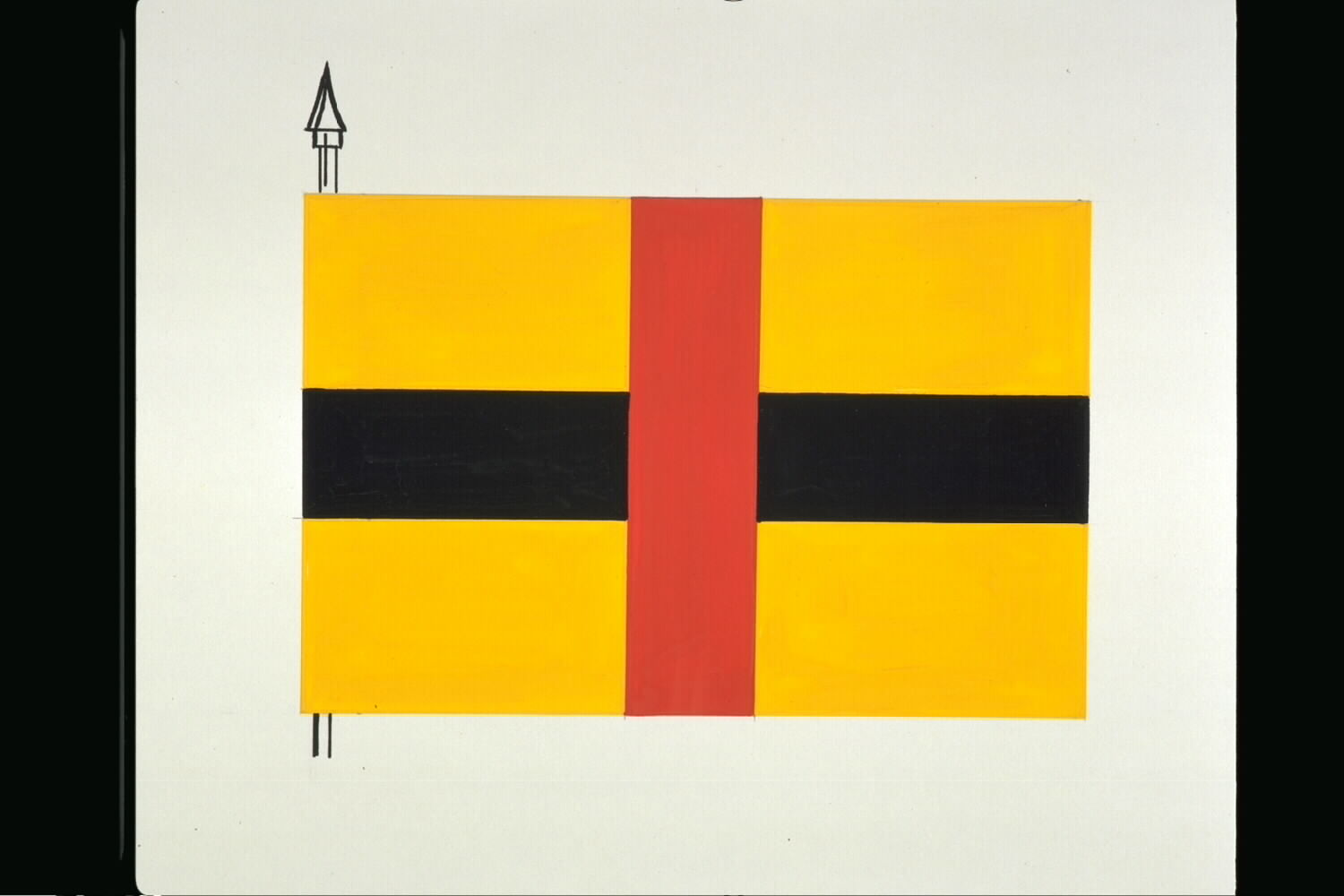
Officiële tekening van de vlag
Familiewapen van Berthout.
Wapen van de heren van Diest.